# Chen Ling
Chen Ling (chiń. 陈玲 ur. 16 czerwca 1987) – chińska łuczniczka sportowa. Srebrna medalistka olimpijska z Pekinu.
Startowała w konkurencji łuków klasycznych. Zawody w 2008 były jej jedynymi igrzyskami olimpijskimi. Po srebro sięgnęła w drużynie, tworzyły ją również Zhang Juanjuan i Guo Dan.